# Gilbert Moevi
Gilbert Moevi   (Lomé, 1 de setembre de 1935 - Bordeus, 26 de febrer de 2022) fou un futbolista francès, nascut al Togo, de la dècada de 1960.
Tota la seva carrera transcorregué Girondins de Bordeaux entre 1959 i 1967.